# Wilhelm Fiedler
Otto Wilhelm Fiedler (1832-1912) va ser un matemàtic alemany especialitzat en geometria descriptiva.

## Vida i Obra
Fill d'un mestre sabater, va fer els seus primers estudis gràcies al suport econòmic d'un ric industrial de Chemnitz, CA Caspary, fins que va poder començar a pagar-se els seus estudis amb el dibuix, en que era molt hàbil. Després d'estudiar a l'Escola d'Arts i Oficis de Chemnitz (1846-1849) va ingressar a la Bergakademie (actual universitat de Freiberg) on va estudiar matemàtiques amb Julius Weisbach (1849-1852). El 1858 va obtenir el doctorat a la universitat de Leipzig amb un treballs sobre la projecció central.
Va ser professor a l'Escola d'Arts i Oficis de Chemnitz (1852-1864), a la Universitat Tècnica de Praga (1864-1867) i al Politècnic de Zuric (1867-1907) fins al seu retir.
A partir de 1859, va posar-se d'acord amb el matemàtic britànic George Salmon per traduir els seus llibres al alemany. Les primeres edicions eren traduccions literals al alemany, però en les següents edicions va fer adaptacions lliures, incorporant abundants materials de la seva pròpia recerca.
El seu camp de treball va ser la geometria descriptiva i va tenir notable influència sobre els geòmetres italians del segle xix i començament del XX. Els seus principals llibres originals són:
- Die Methodik der darstellenden Geometrie zugleich als Einleitung in die Geometrie der Lage (La metodologia de la geometria descriptiva amb una introducció a la geometria de posició) (1867)
- Die darstellende Geometrie (Geometria Descriptiva) (1871)